# إسحاق هندرسون
إسحاق هندرسون (بالإنجليزية: Isaac Henderson) (1850 - 1909)؛ كاتب مسرحي وروائي أمريكي.

## روابط خارجية
- إسحاق هندرسون على موقع IMDb (الإنجليزية)
- إسحاق هندرسون على موقع قاعدة بيانات برودواي على الإنترنت (الإنجليزية)